# Myślowy bałagan
Myślowy bałagan – album instrumentalisty Władysława Komendarka, który został wydany 15 lutego 2007 roku. Wydawcą była wytwórnia Agencji Artystycznej MTJ. Na płytę składają się wybrane nagrania koncertowe z lat 1985–2004, które trafiły na elektroniczną listę przebojów Programu III Polskiego Radia "Top - Tlen". 

## Lista utworów
1. "Polowanie w Puszczy Białej"
2. "Piramida"
3. "Fruwająca lalka"
4. "Kupcy czasu"
5. "Widmo czasu"
6. "35 - śmietnik atomowy"
7. "Myślowy bałagan"
8. "Szafirowa chimera"
9. "Pogoń za laserem"
10. "Sanktuarium nieudaczników"
11. "Taniec elfów"